# Beverly Hills Chihuahua 2
Beverly Hills Chihuahua 2 è un film del 2011 diretto da Alex Zamm. 
Film direct-to-video prodotto dalla Walt Disney Pictures, che parla di Papi e Chloe che diventeranno genitori di 5 cuccioli. Segue Beverly Hills Chihuahua, diretto da Raja Gosnell, uscito del 2008.

## Trama
I due neo-genitori cani, Papi e Chloe, stanno cercando di mantenere l'ordine nella loro nuova famiglia, ingranditasi dopo la nascita di cinque piccoli cuccioli che vivono tutti con il padrone giardiniere Sam a villa Ashe con la vicina casa dell'uomo. Ma ora fanno la conoscenza dei genitori di Sam, questi ultimi ed il loro cane Pedro, il fratello adottivo di Papi. Papi, però, non si comporta come un padre con i suoi piccoli, con grande disappunto di Chloe.

## Sequel
Un terzo ed ultimo film è uscito nel 2012, con il titolo di Beverly Hills Chihuahua 3: Viva La Fiesta!.